# صالح الفقيه
صالح الفقيه هو أديب وشاعر يمني. ولد عام 1903 في منطقة حبيش في محافظة إب. غادرها واستقر في الحوطة عاصمة محافظة لحج عام 1914. تلقى تعليمه الأولي في كتاتيب قريته، وواصل التحصيل في الحوطة بجهود ذاتية غير منتظمة. كتب الشعر بالفصحى والعامية. كان على علاقة بالشاعر الأمير أحمد فضل القمندان. كافح الاستعمار البريطاني في جنوب اليمن عبر أشعاره. شغل عدداً من الوظائف الحكومية في سلطنة لحج. ثم غادر الحوطة في 1967 إلى تعز وبقي فيها حتى مماته.